# Biserica de lemn din Ioneștii Govorii

Biserica de lemn din Ioneşti, foto: 2009

Pictură din prispa bisericii, iadul. Foto: 2009

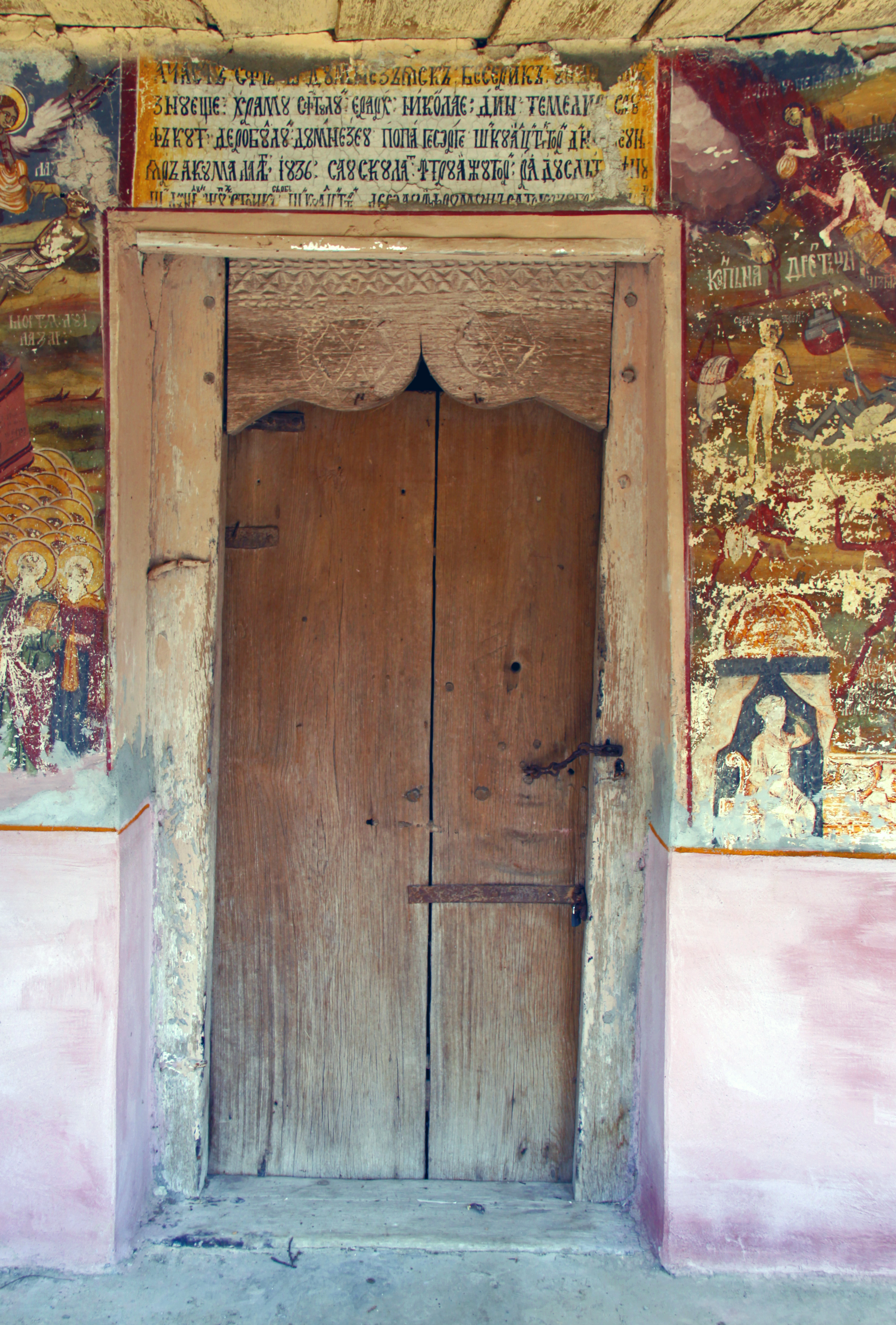
Portalul intrării cu pisanie pictată de la 1836 deasupra, foto: 2009

Biserica de lemn din Ioneștii Govorii se află în fostul sat cu același nume, cuprins astăzi în localitatea Ionești, județul Vâlcea. Conform datelor arhivistice biserica ar fi ridicată la anul 1770. Poartă hramul „Sfântul Nicolae”. Biserica este înscrisă pe noua listă a monumentelor istorice, LMI 2004:  VL-II-m-B-09790.

## Istoric
Pisania de peste intrarea în biserică menționează ridicarea dintâi a lăcașului și ctitorul Popa Gheorghe, dar anul pare lăsat pe din afară. Anul ridicării bisericii, 1770, a fost probabil transmis prin documente. Dacă ctitoria a avut loc în jurul anului 1770 atunci inscripția „leat 7316” de pe peretele altarului, transcris 1807-1808 în anii noștri, ar putea indica locul de odihnă și anul plecării dintre cei vi a preotului ctitor.
Pisania de la intrare, scrisă într-o frumoasă grafie chirilică, reține următoarele: „Aciastă sfăntă și Dumnezăiască beserică unde să prăznueșce hramul Sfintului erarh Nicolae, din temelie sau făcut de robul lui Dumnezeu Popa Gheorghe și cu alți titori din preună. Iară acuma la leat 1836 sau sculat întru ajutori Radu Slătineanu și dumnealui jupân Stoica Sărbu și cu alți titori de o au înfrumuțăsato cu zugrăveală [și cu odoare sfinte, după cum se vede. 1836 septembrie, pictor Gh. Zugravu ot Lăpușata].” Ultima parte a inscripției, de pe ultimul rând, ce cuprinde numele zugravului, este acoperită de zugrăveala ultimilor ani, însă a fost consemnată pe un panou aflat în pridvorul bisericii. Pisania surprinde în a doua parte lucrări de renovare majore în care ar trebui cuprinse întâi îmbrăcarea tindei în zidărie și tencuială și apoi acoperirea ei pe interior și exterior cu pictură murală, executată de Gheorghe Zugravul din Lăpușata. 

## Imagini

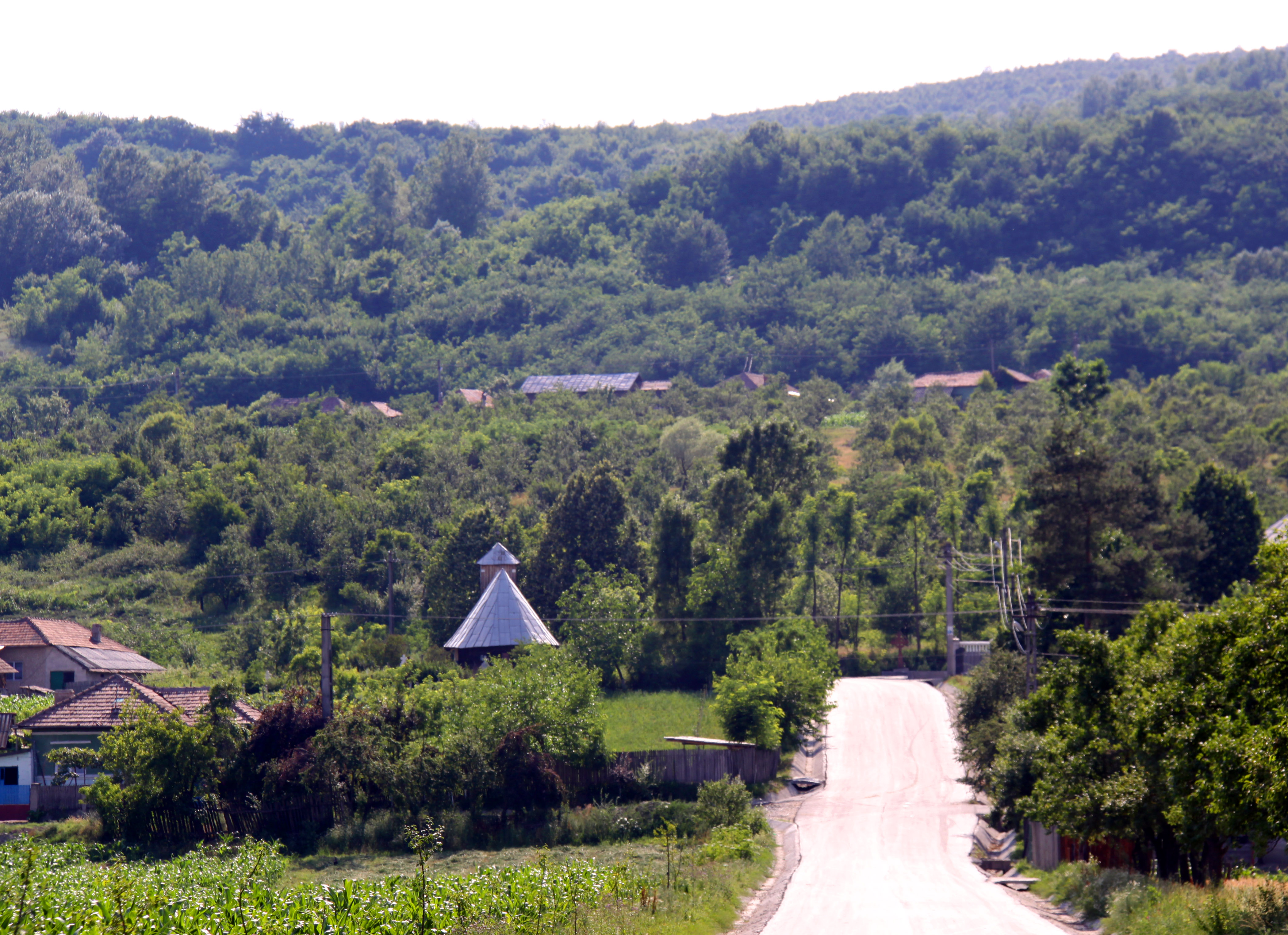
în situ
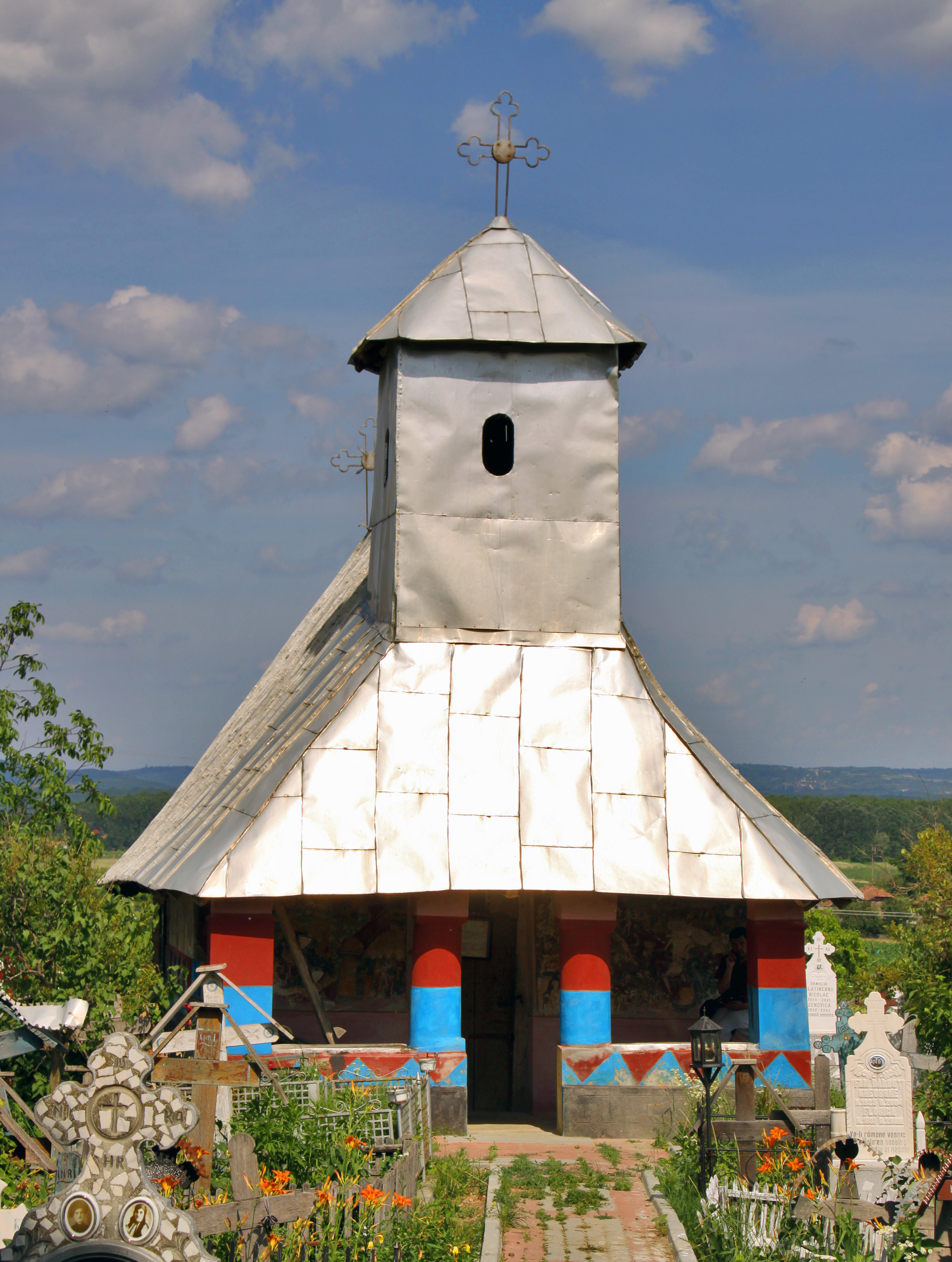
apus
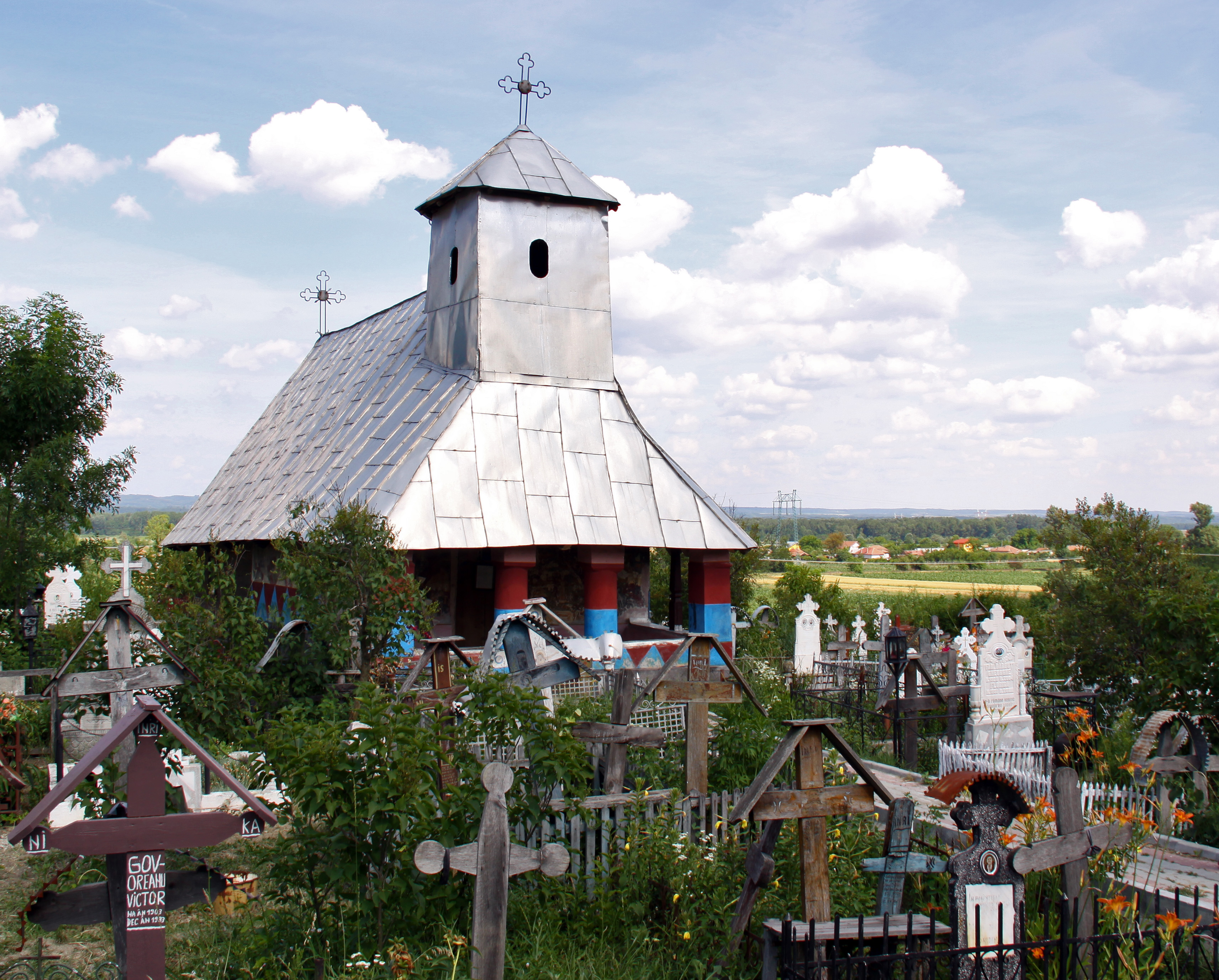
nord-vest
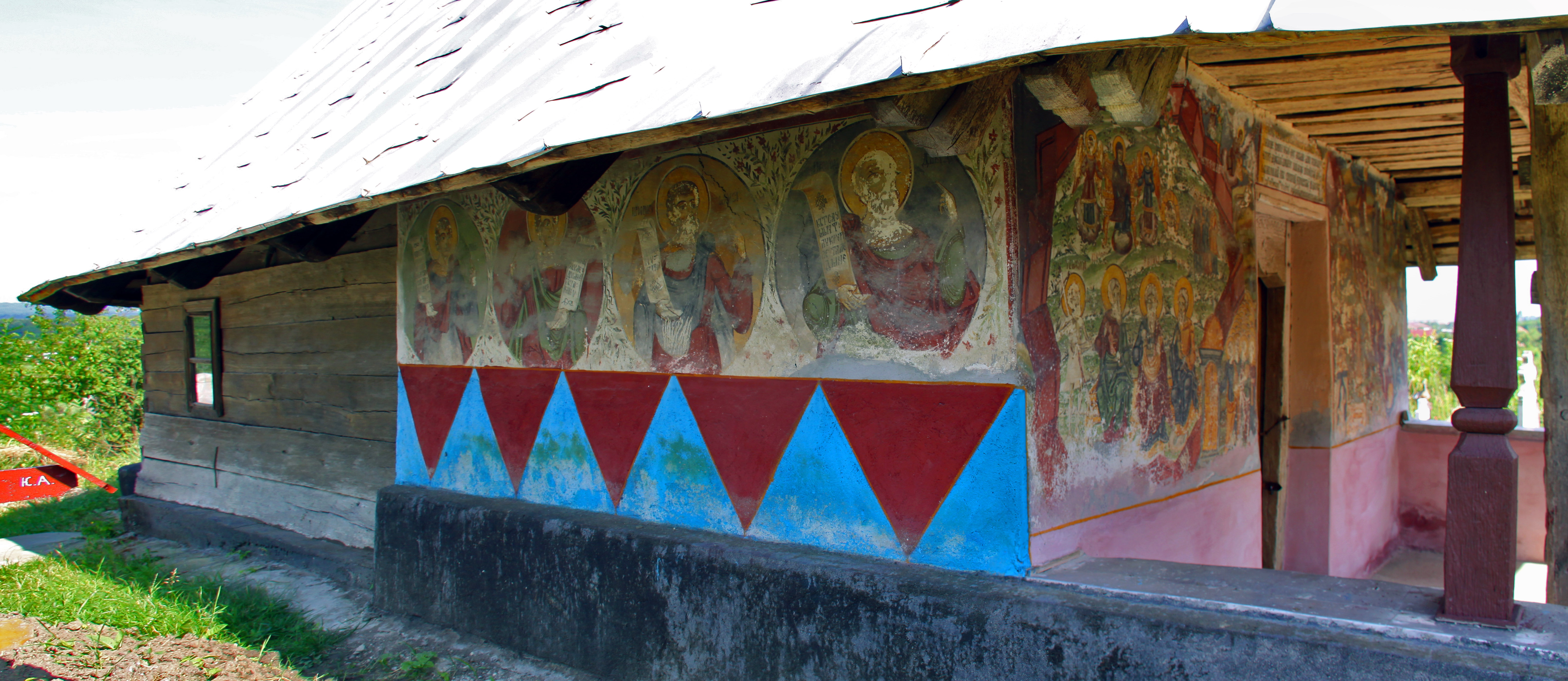
butea, nord-vest
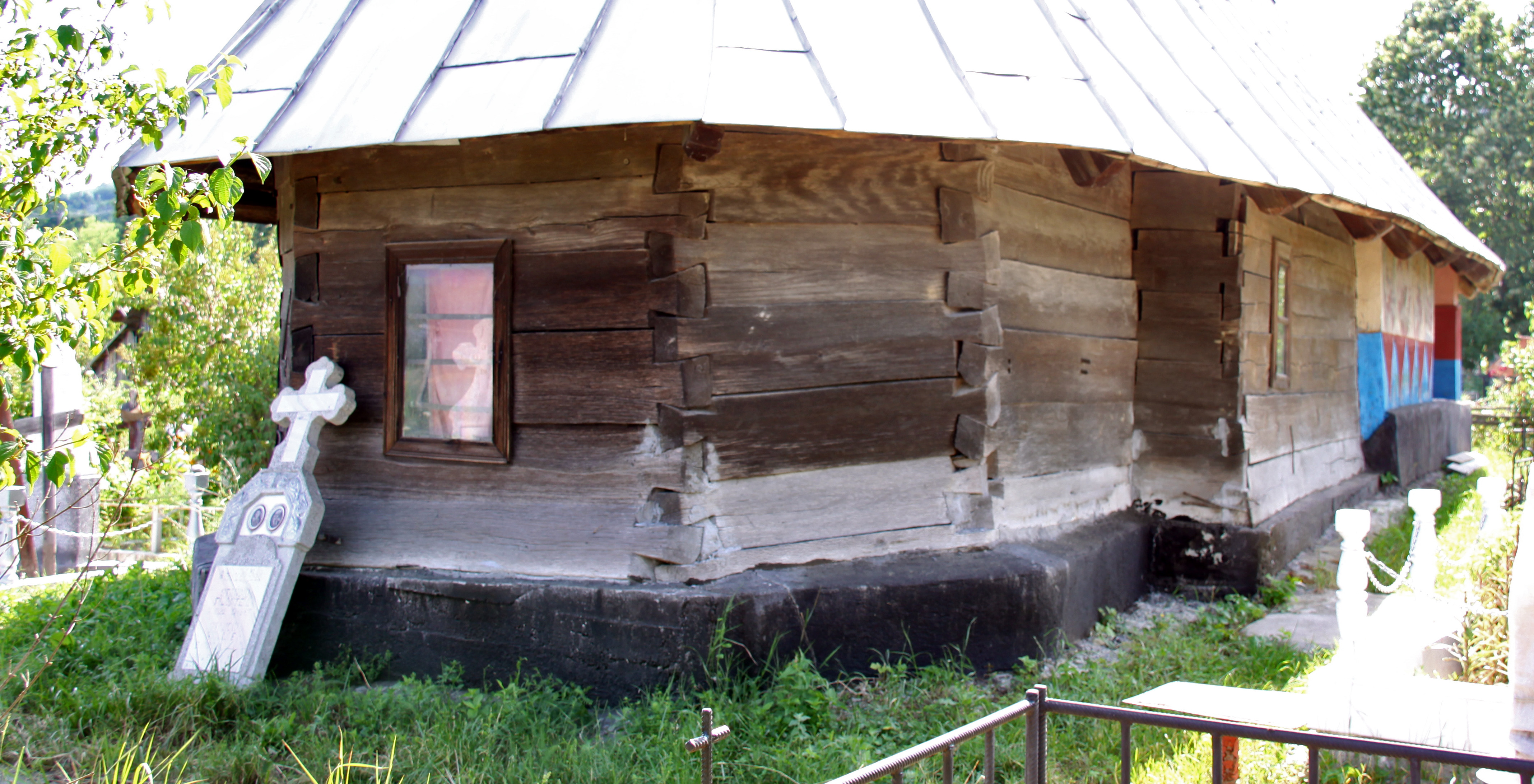
dosul bisericii
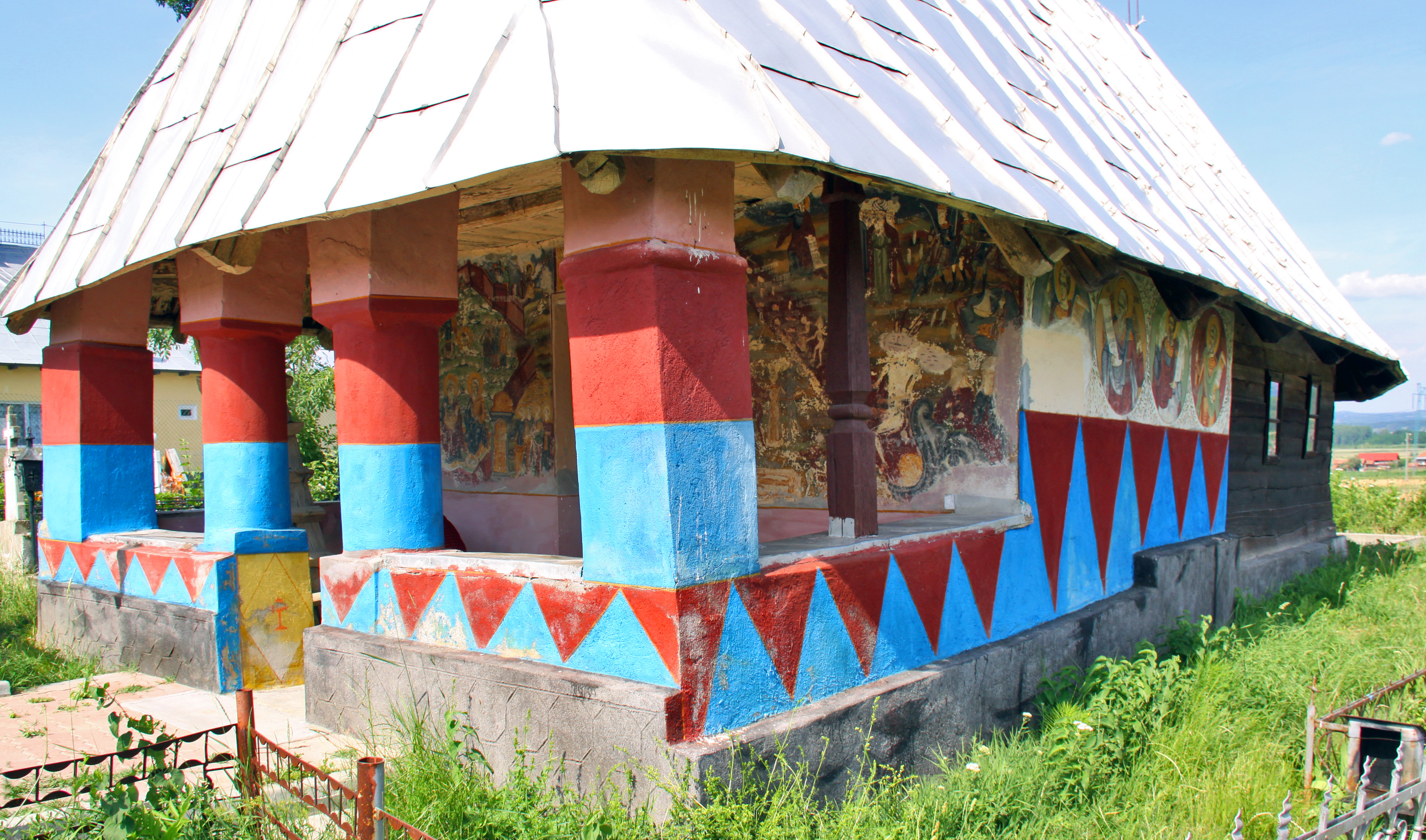
butea, sud-vest
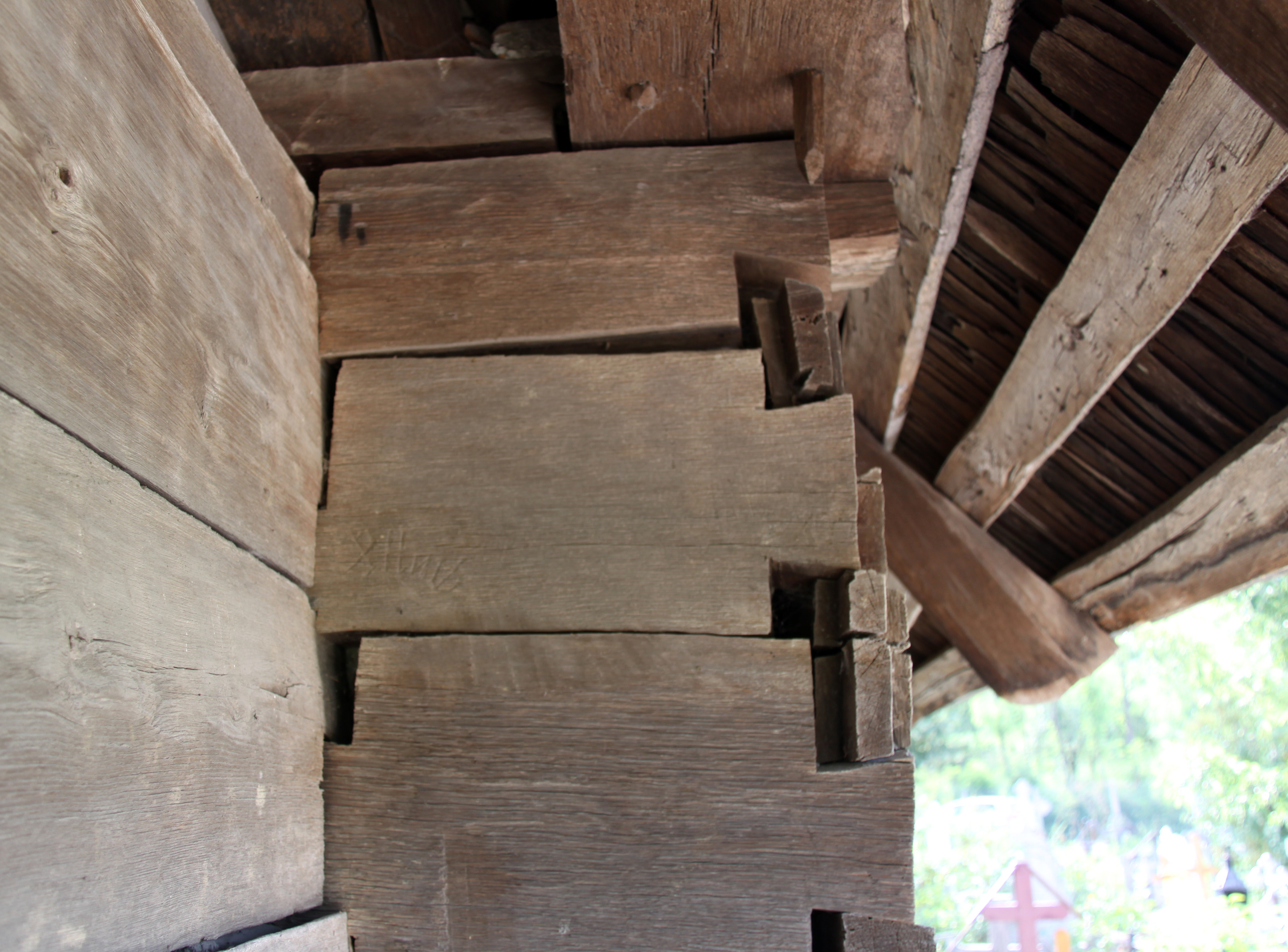
perete scurt
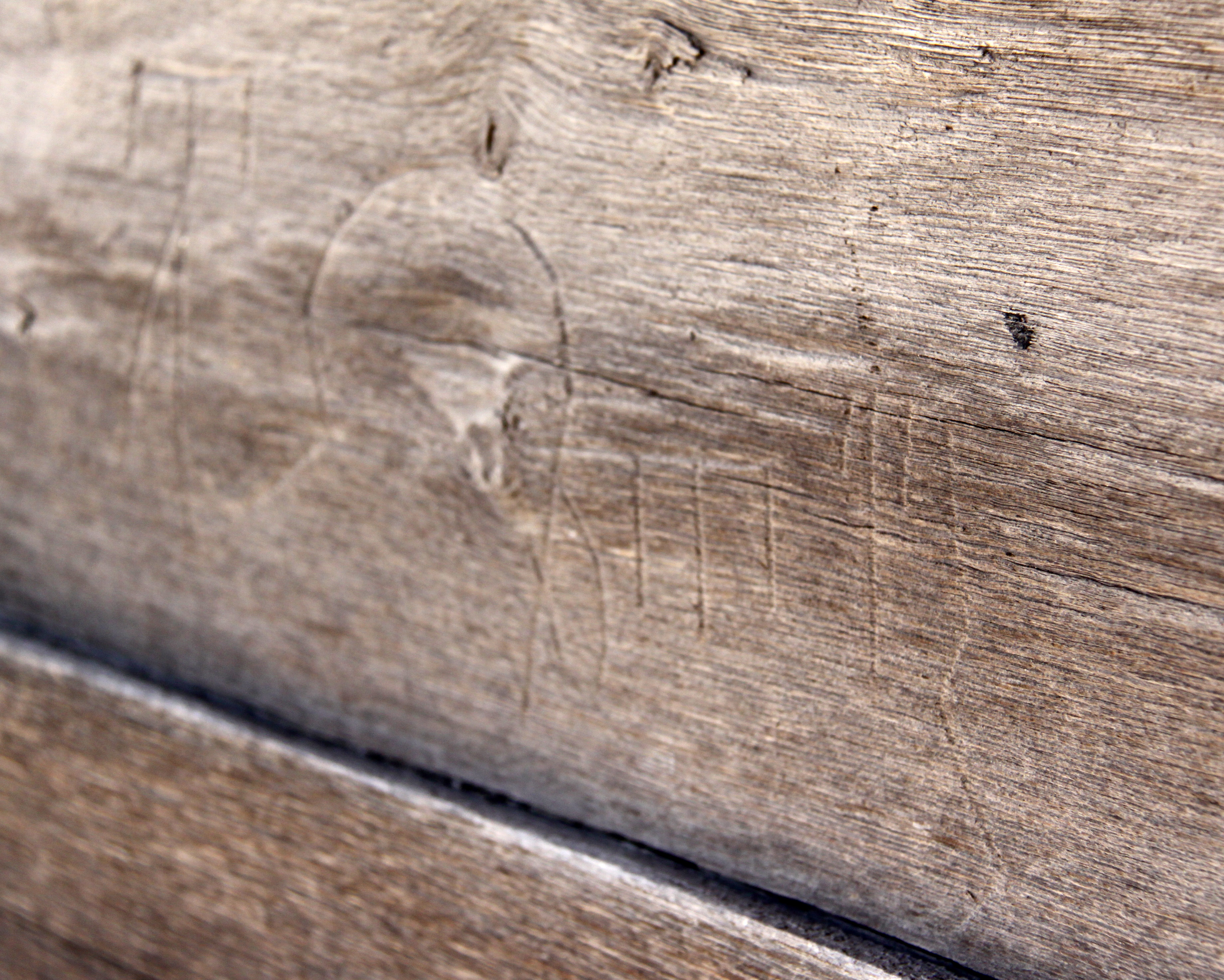
leat 7316
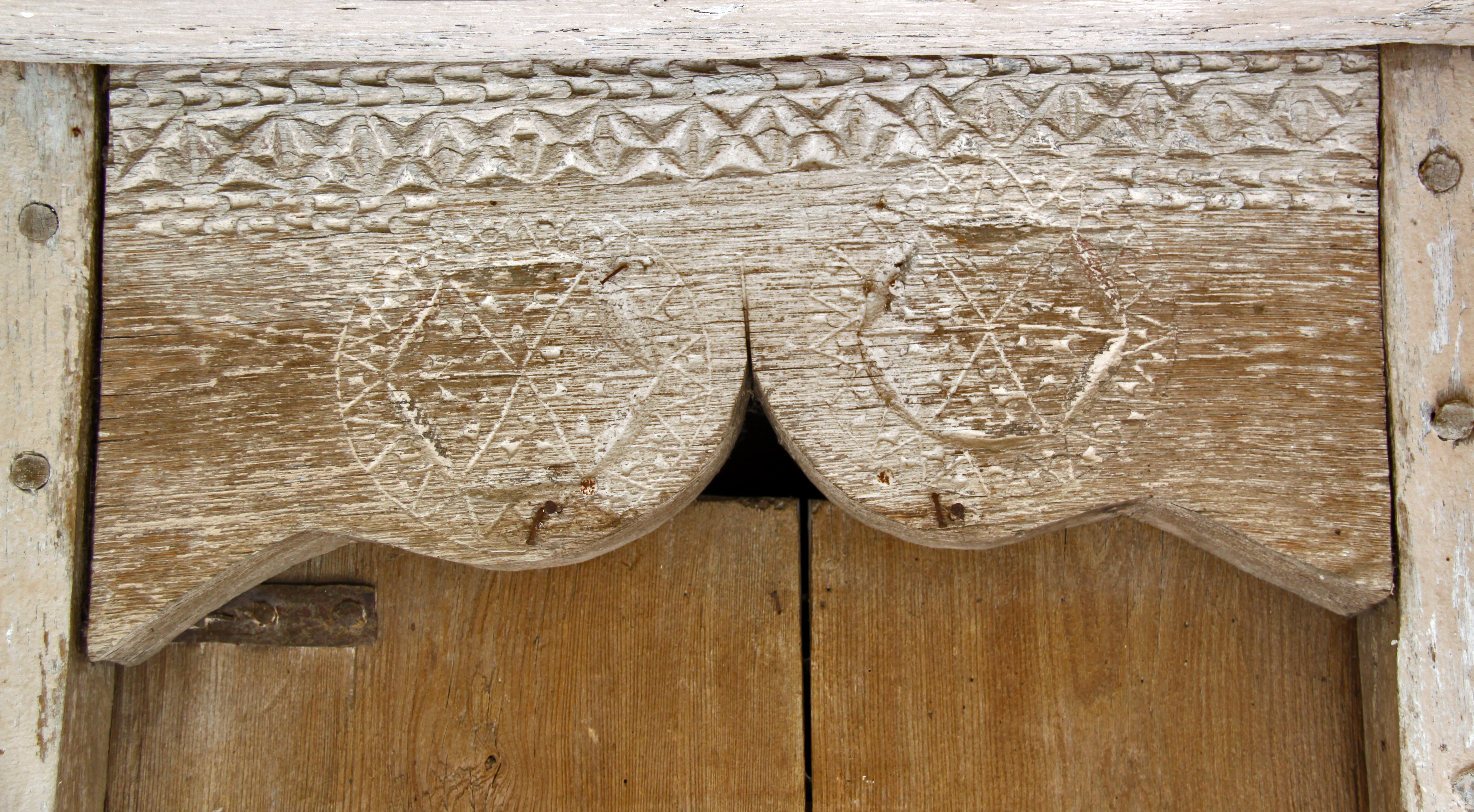
la intrare
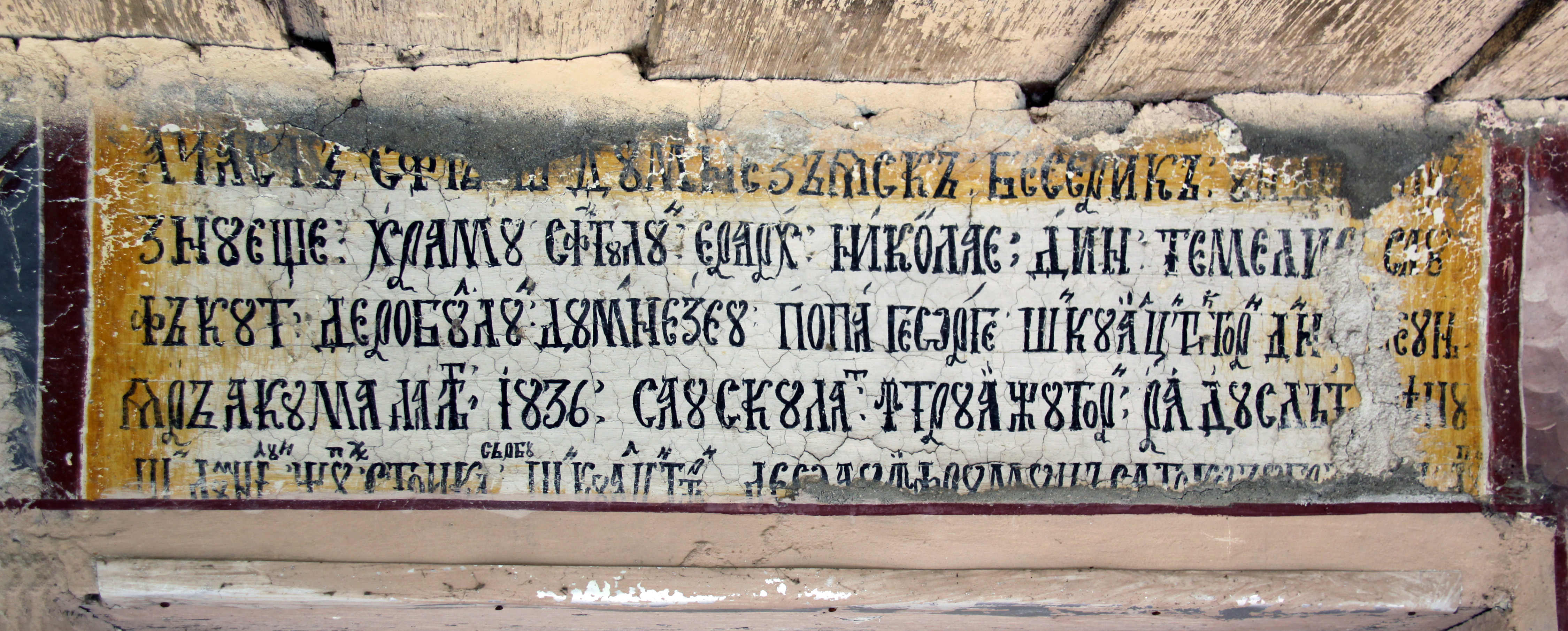
pisanie
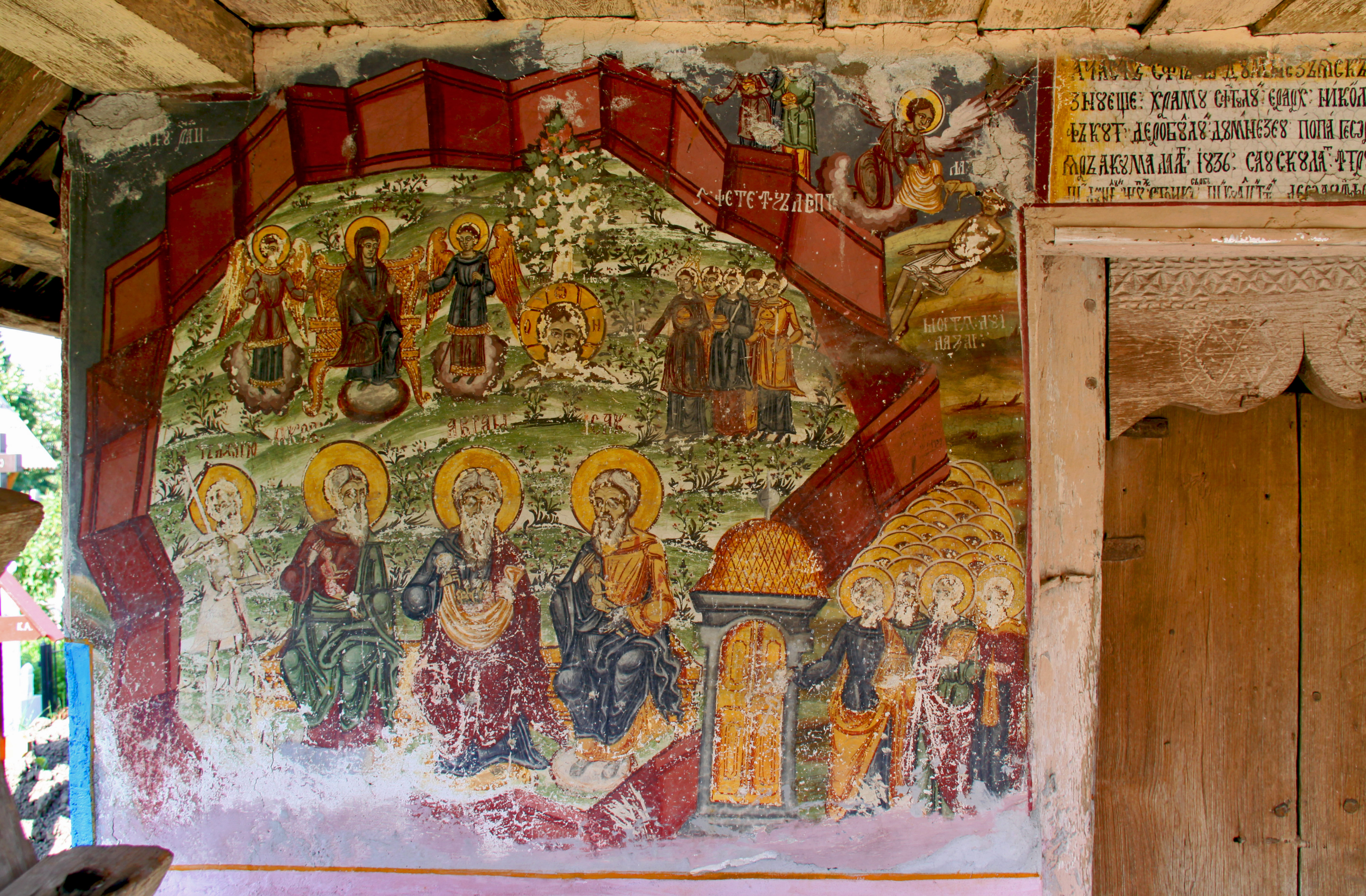
raiul
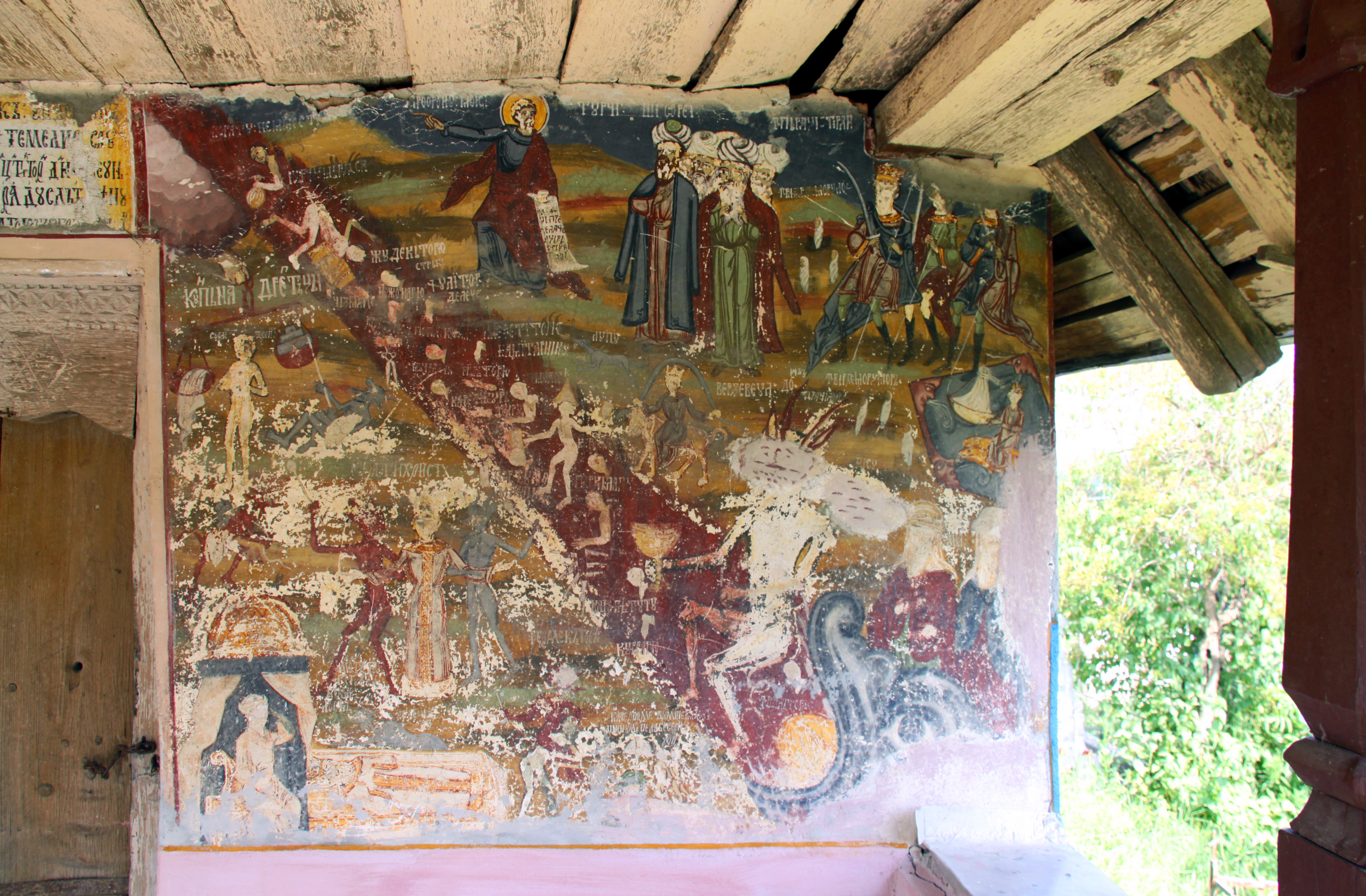
iadul
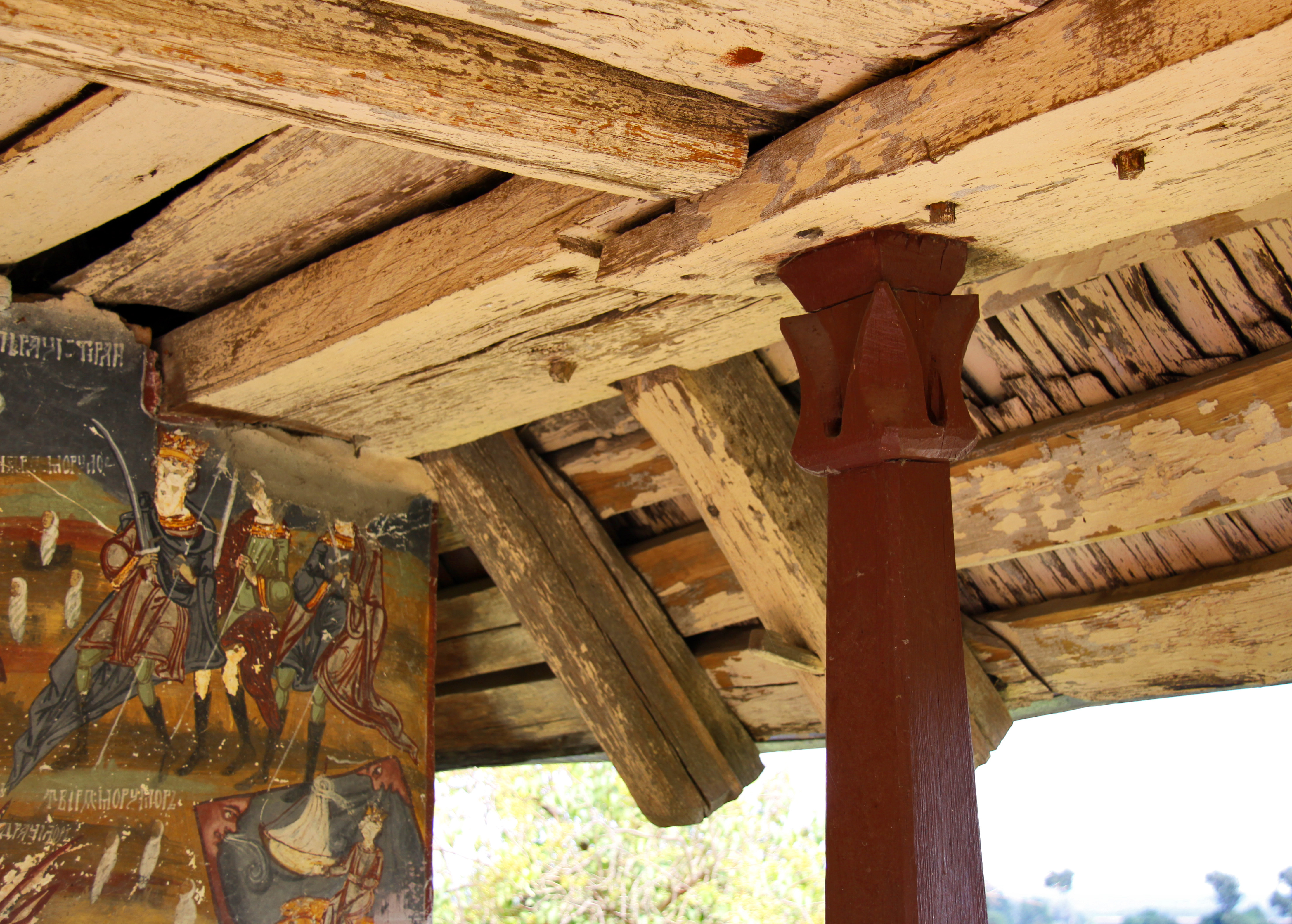
stâlp
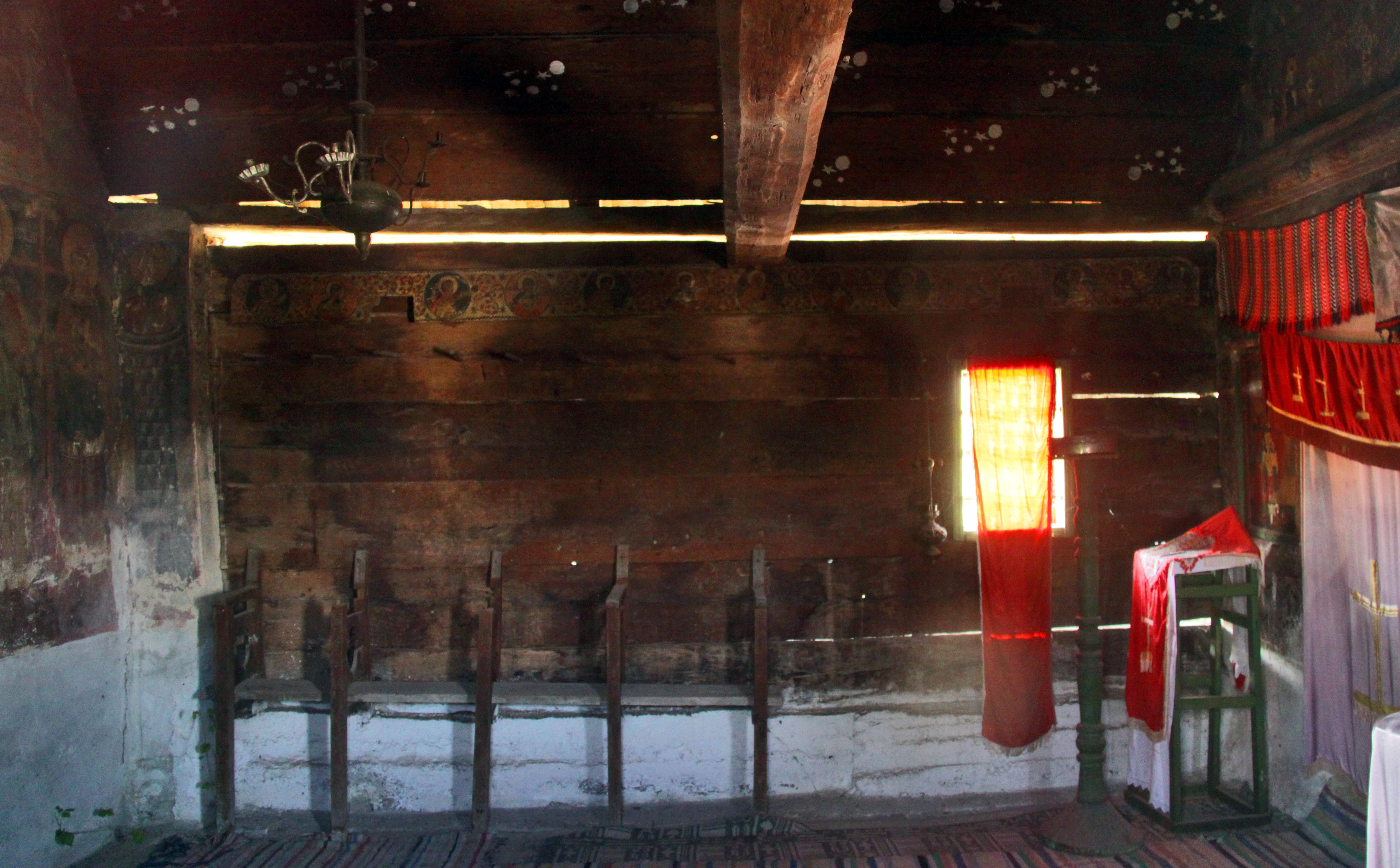
naos
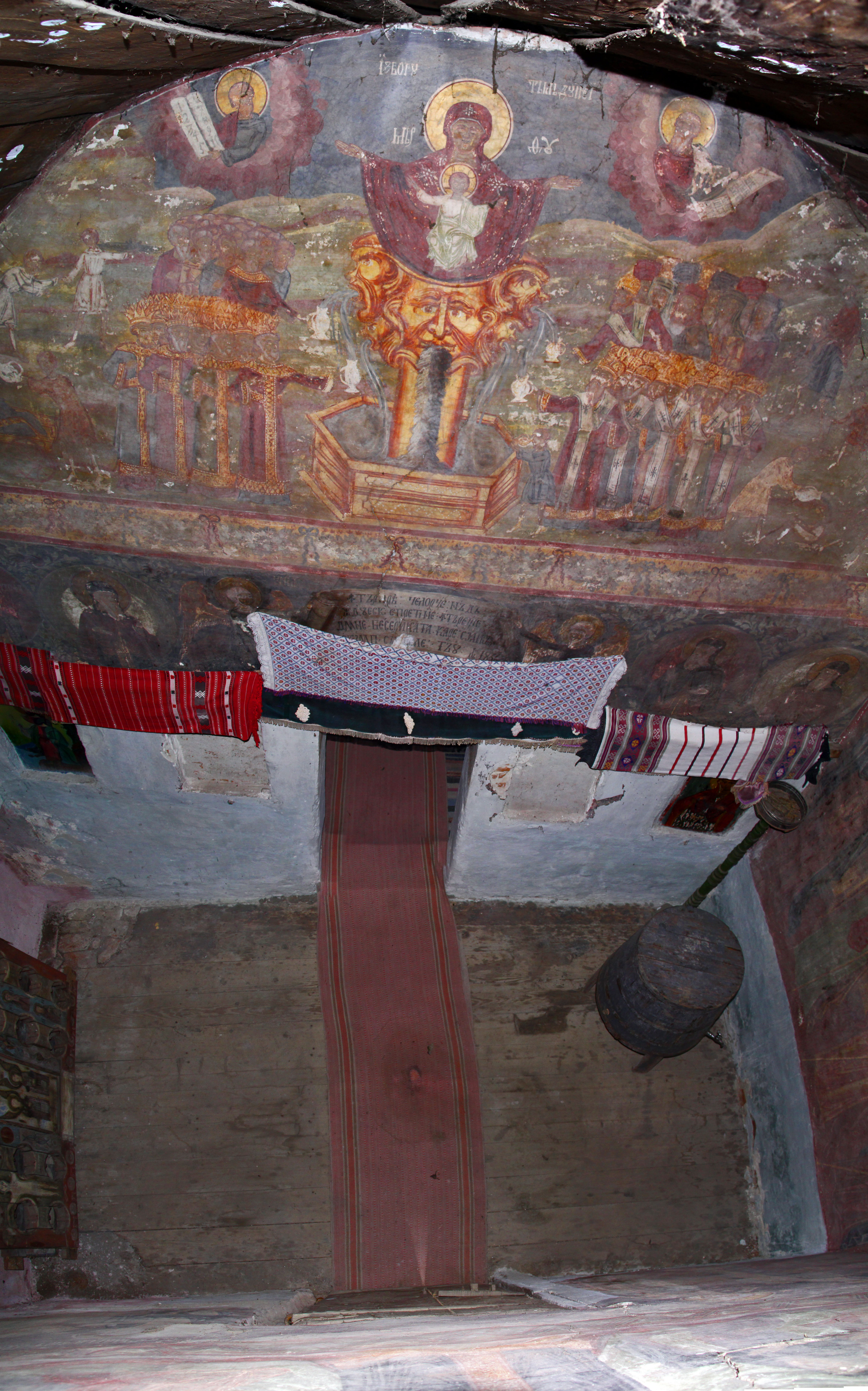
tinda
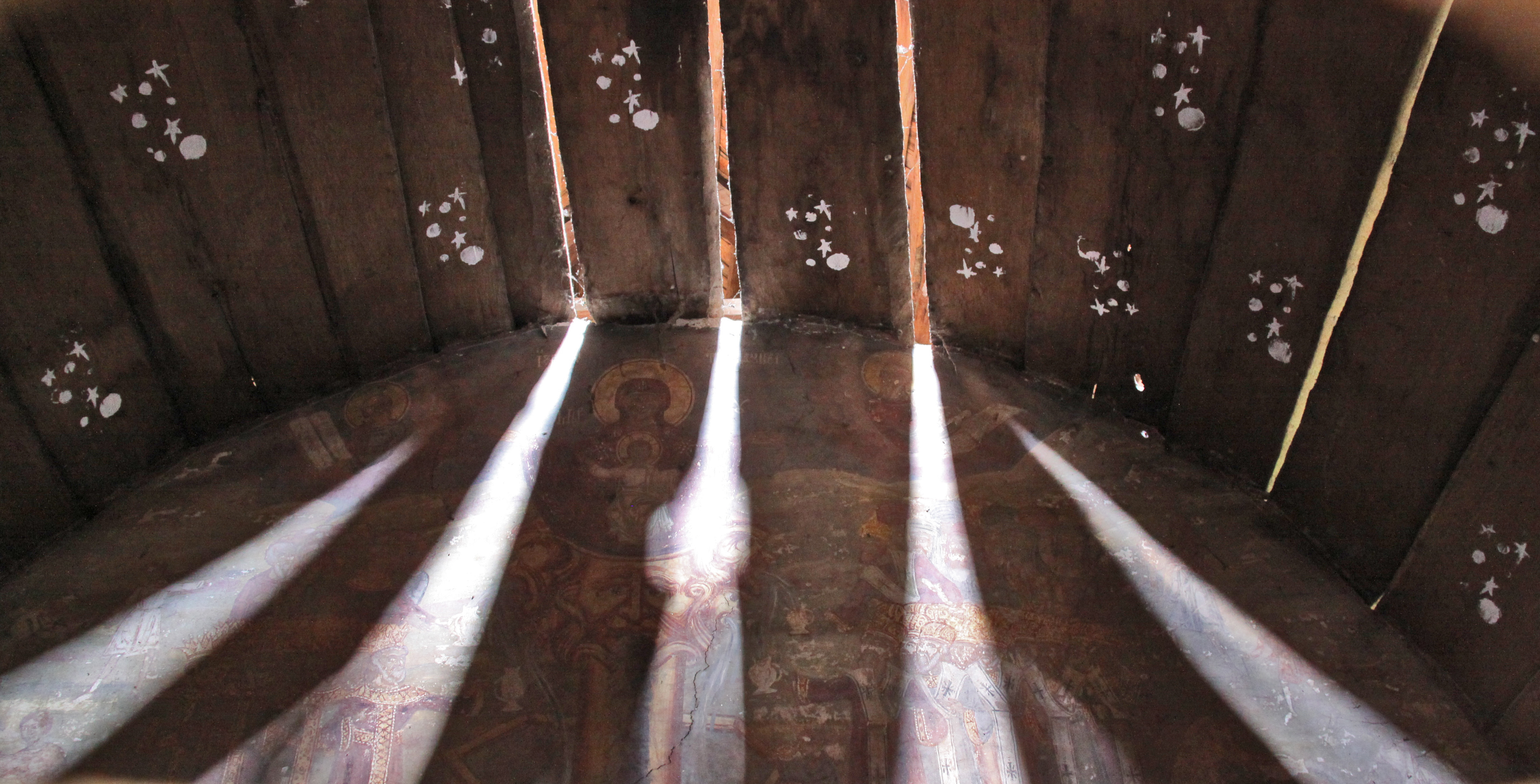
sub bolta tindei